# Oziory
Oziory (ros. Озёры) – miasto w Rosji w obwodzie moskiewskim, centrum administracyjne rejonu oziorskiego.
Miasto jest położone w odległości 157 km na południowy wschód od Moskwy, na lewym brzegu Oki i rozciąga się na odcinku 6 km wzdłuż jej brzegu. Od 2003 r. jest miastem partnerskim Radomia.
Liczba ludności miasta wynosi 24 653 osób (2020).
W Oziorach urodził się hokeista Siergiej Szyrokow.

## Historia
Początkowo na miejscu miasta była wieś o nazwie Ozierok lub Ozierki, która została tak nazwana od dużej liczby jezior znajdujących się w między wioską a Oką. W 1851 roku wieś stała się miasteczkiem Oziory, a na początku XX wieku centrum przemysłu tekstylnego. 17 stycznia 1925 roku Oziory dostały prawa miejskie i od tego czasu jest to oficjalne święto miasta. Podczas II wojny światowej linia frontu przebiegała w pobliżu miasta Oziory, ale pomimo bombardowań miasto nie ucierpiało. W 1990 miasto zostało włączone do obwodu moskiewskiego.